# Theodor Hausmann (Geistlicher)
Theodor Hausmann OSB (* 12. Juli 1963 in Augsburg als Dieter Hausmann) ist deutscher Benediktiner und seit 2009 Abt der Benediktinerabtei St. Stephan in Augsburg.

## Leben
Hausmann trat nach seinem Abitur 1983 am zugehörigen Gymnasium in das Kloster St. Stephan ein. Seit 1990 unterrichtet er dort die Fächer Religion und Geschichte. 1991 empfing er vom damaligen Augsburger Bischof Josef Stimpfle die Priesterweihe.
Nachdem Abt Emmeram Kränkl im Mai 2006 seinen Rücktritt erklärt hatte, wählte der Konvent Hausmann im September 2006 zunächst für drei Jahre zum Prior-Administrator und am 3. Mai 2009 zum Abt. Die Benediktion im Hohen Dom spendete am 3. Juli 2009 Bischof Walter Mixa. Als Wahlspruch wählte Hausmann Deus salvator meus et non timebo (Jes 12,2 ).
Im April 2012 wurde Abt Theodor zum Vorsitzenden der Salzburger Äbtekonferenz gewählt.